# Leonhard Haag
Leonhard Haag (* 1589 in Dillingen an der Donau; † 1635 in Tübingen) war ein schwäbischer Zeichner und Maler, der sich in Tübingen niederließ.

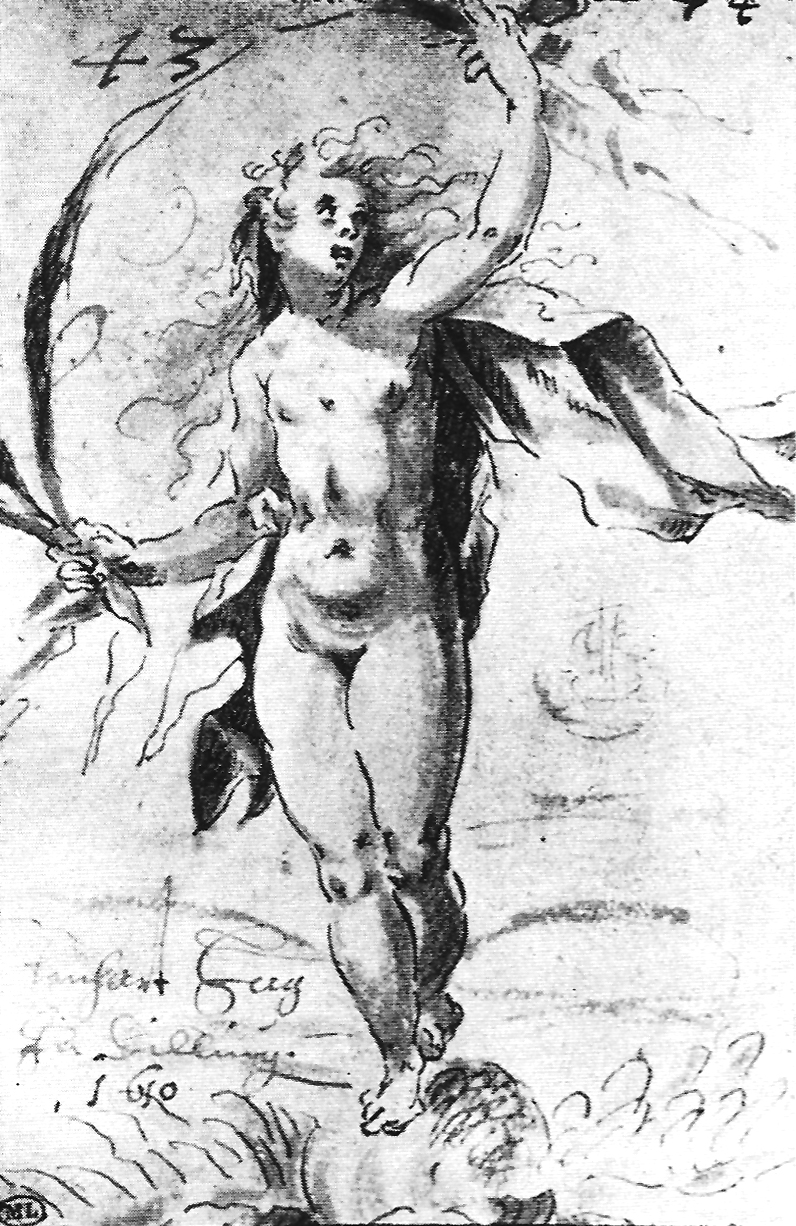
Fortuna (Federzeichnung aus einem Stammbuch, grau laviert, 1610)

## Leben und Werk
Über die Jugend von Leonhard Haag ist nichts Zuverlässiges bekannt. Er ist in Dillingen aufgewachsen und dort muss er die Malerlehre gemacht haben. Während seiner Gesellenjahre muss er aber nach Paris gewandert sein, weil sich aus dieser Zeit eine Stammbuchzeichnung im Louvre erhalten hat.
1623 ließ sich Haag in Tübingen nieder, aber auch aus dieser Zeit ist nicht viel von ihm bekannt. 1627 malte er in Calw. 1629 besserte er fürstliche Bildnisse im theologischen Stift. 1635 starb er noch in der Blüte seiner Schaffenskräfte an Pest.
Trotz des festgelegten Motivs wirkt seine einzige erhaltene Zeichnung, die Fortuna darstellt, recht lebendig. In ihren schwellenden Konturen und der weichen Fülligkeit erinnert sie wohl nicht zufällig an Joseph Heintz, der sich im ersten Jahrzehnt des 17. Jahrhunderts häufig im von Dillingen aus nahegelegenen Augsburg aufhielt.
Auch ein Sohn von Leonhard Haag namens Martin Haag (* 1615 oder kurz davor) war ein Maler in Tübingen. Er starb wenige Wochen nach seinem Vater, ebenfalls an Pest.

## Erhaltene Arbeit
- 1610 Fortuna (Federzeichnung aus einem Stammbuch, grau laviert, 14,0 × 9,3 cm; Louvre Paris, Inv. 19.252)